# Cercle des nageurs d'Avignon
Pour les articles homonymes, voir CNA.
Le Cercle des nageurs d'Avignon est un club de natation créé en 1930 dans la commune d'Avignon par M. Augier, sous l'appellation Club sportif nautique. 

## Histoire
La première installation du club s'est faite au lac de Saint-Chamand, ancienne gravière ayant servi à la construction de la ligne ferroviaire Avignon-Cavaillon. À partir de décembre 1934, sous l'impulsion du nouveau président, M. Cassan, le club prend ses quartiers à la piscine de l'île de la Barthelasse. Cinq déménagements suivent. Après avoir eu comme entraineur M. Cassan, puis Robert Christophe, le club compte dans ses rangs Michel Pedroletti, de 1972 à 1977, puis Patrice Mounier, suivi de Michel Amardeilh, et Olivier Nicolas.

## Palmarès

### Championnats de France
Relais
- 1982 : 4 × 200 nage libre Messieurs
- 1984 : 4 × 200 nage libre Messieurs  et 4 × 100 nage libre Messieurs
- 1996 : 4 × 200 nage libre Messieurs

En individuel
- 1981 :  1500 m vice champion de France : Charly Mora
- 1983 :  au 200 m nage libre : Olivier Orsoni
- 1982 :  au 100 m nage libre : Pascal Laget,  au 200 m nage libre : Pascal Laget[2]

### Jeux olympiques de 1980
Pascal Laget est sélectionné pour les Jeux olympiques de Moscou.

## Nageurs célèbres

### Nageurs actuels
- Oleg Garasymovitch
- Paloma Gruget
- Marion Pascalin

Anciens nageurs
- Charly Mora
- Pascal Laget
- Nicolas Granger
- Antony Segui
- Olivier Orsoni
- Gérald Massin
- Olivier Segura
- Julien Sauvage